# 广州花市

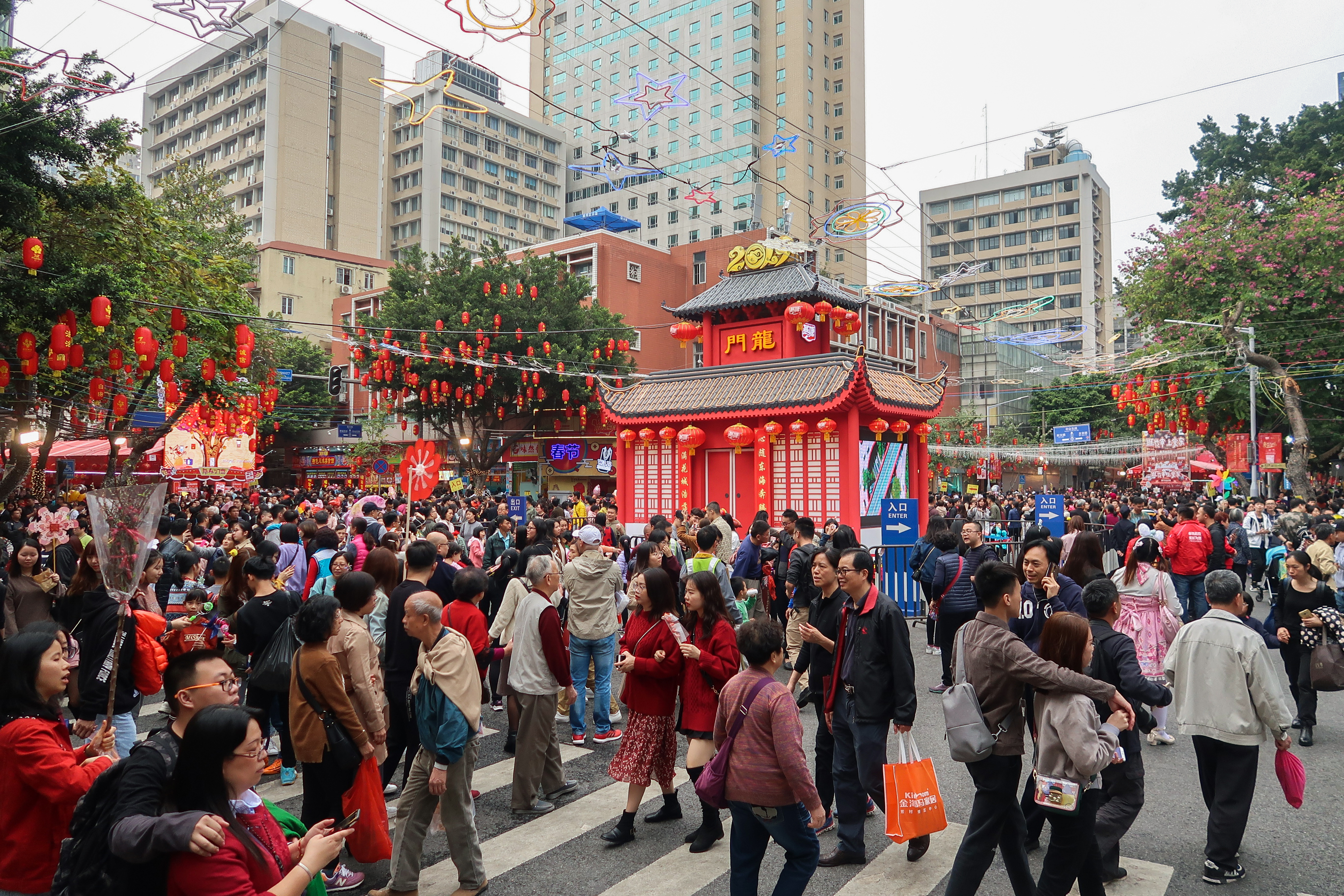
2019年越秀西湖花市門樓

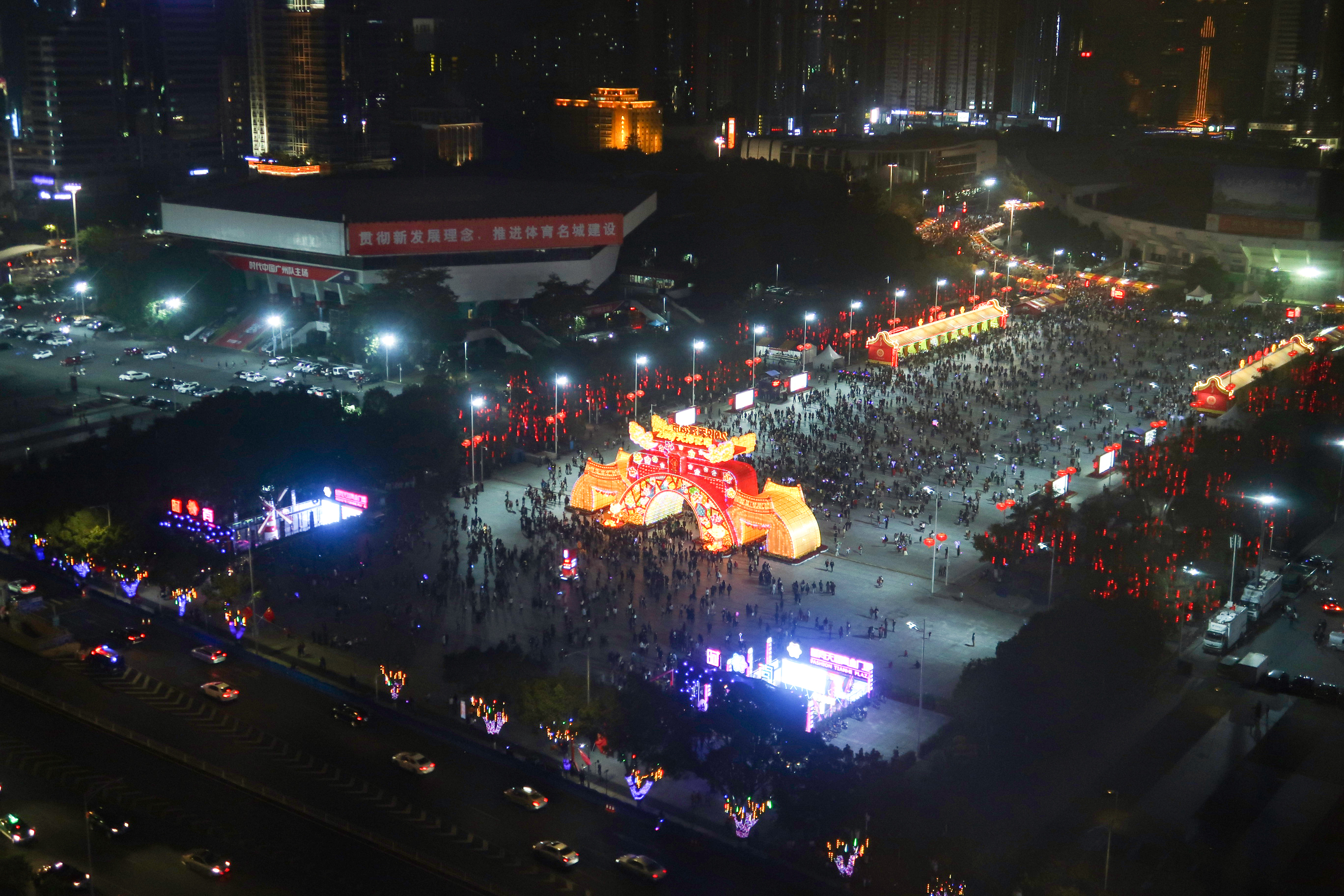
2019年天河花市

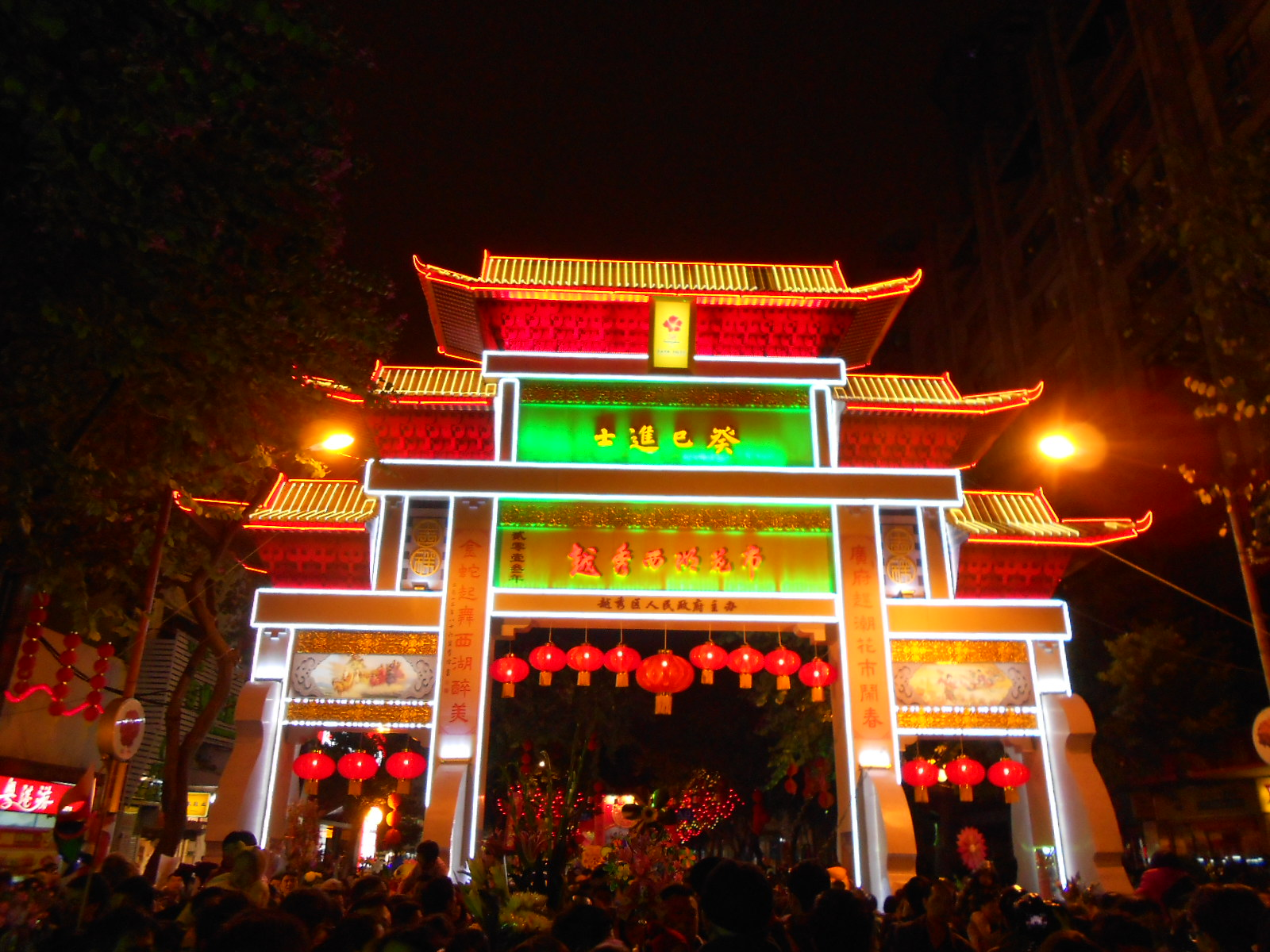
2013年越秀西湖花市，門樓使用了四牌樓的造型。

广州花市是广州每年一度於新年春節之前舉辦的年宵市場，供市民購買賀年年花及各式用品。广州人喜欢把“花市”称作“花街”，而逛花市就叫“行花街”。旧日行花街男性与富裕者居多，富贵人家会拣选好 最大最美的“花魁”，附上有買家名號的红纸条，以示入手與身份。

## 歷史

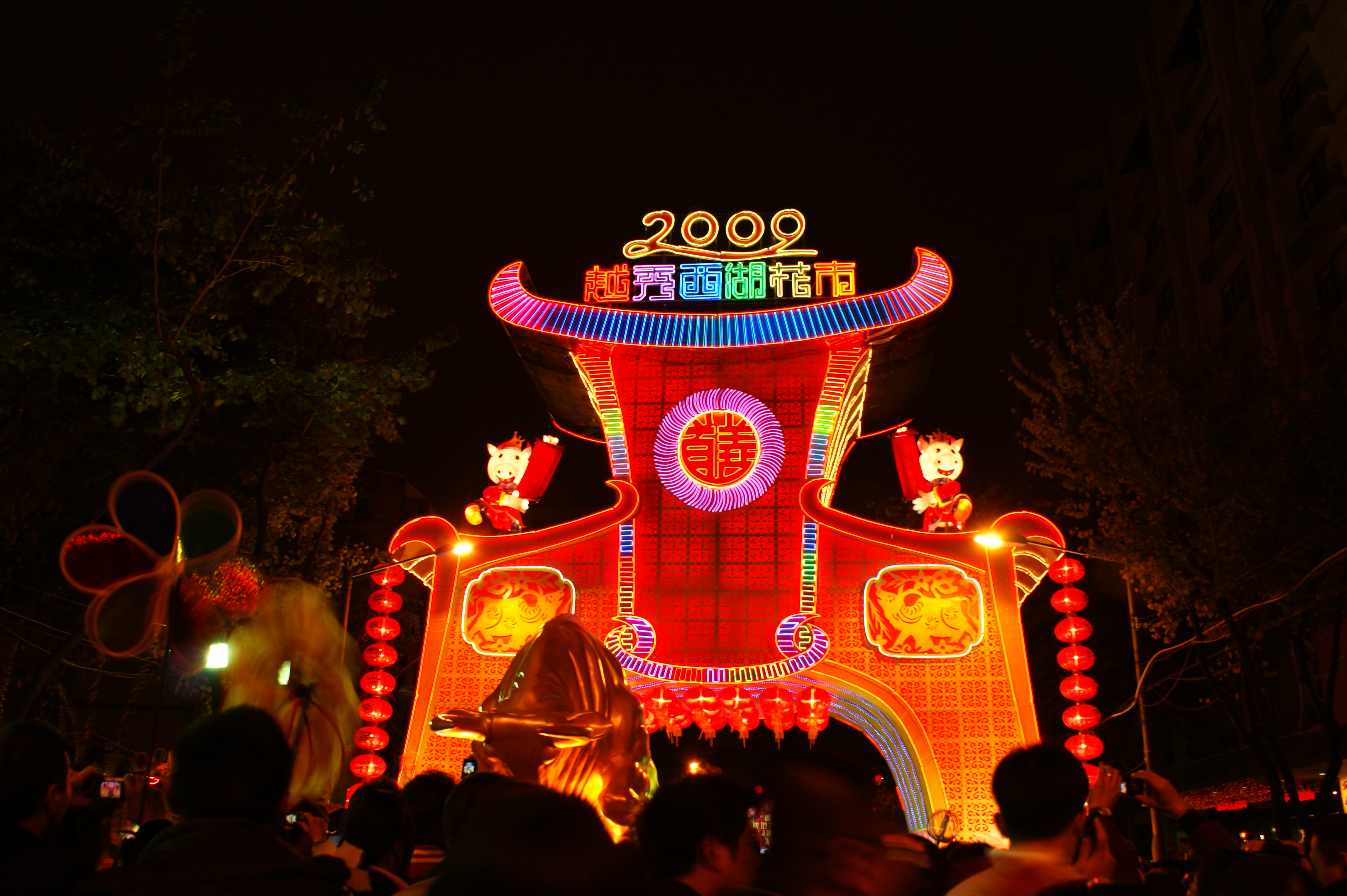
2009年越秀西湖花市

南汉时期，河南一带农民就以种花为业，现时滨江路还有“花洲古渡口”的石碑。广州的花市起源于明朝万历年间，当时芳村的花棣（今花地）为花木产区，早期的花市每天都有，但无固定地址。清朝时老城7个城门每天都有花市，但花的品种比较单调。后来在今中山五路与北京路交界处出现夜间花市。
19世纪60年代由平时卖花发展为一年一度的迎春花市。
1919年后花市更兴旺，从现财厅前（广东财政厅旧址前方）到西湖路一带岁末均设花市，花的品种和游人逐渐增多。
共和国后，每年農曆新年前三天至除夕夜各区均设迎春花市（文化大革命中几年除外），行花街成为广州市民迎接新年的习俗。花市从售卖的普通花卉、年桔逐渐趋向高档的牡丹、兰花转移，近年工艺品也逐渐于花市中流行。
1956年，永汉路花市（或雙門底花市）转址西湖路、教育路，還有遷往太平路（現人民南路），當時是用竹在街中心搭花檔，兩端出入口搭牌樓。
1967年，中共广州市委发文暂停举办花市，直至1973年恢复开办花市。
2005年，越秀区西湖花市一度被传出要停办，但最后在各界反对停办的情况下保留。
2007年6月广州花市入选广东省第二批非物质遗产。现时芳村的龙溪大道有广州花卉博览园、花都区新华街道有南方花卉批发交易中心等花卉种植、批发场所。
因2019冠状病毒病中国大陆疫情呈零星散发和局部聚集性疫情交织叠加态势，2020年广州各区迎春花市提前结束。2021年起廣州不再按傳統模式開展迎春花市活動，但為了保障花農售花和市民賞花、購花的節日需求，全市11個區創新花市舉辦形式，探索建設「雲上花市」，按照線上線下相結合的方式，組織開展春節鮮花售賣工作。线下售花由「一區一花市」調整為「一區多點」。随着防控政策的调整，2023年广州部分区恢复举办迎春花市。同时西湖花市在举行线下花市期间，首次在互联网平台搭配5G技术与3D影像，供市民更好的立体化了解花街历史与文化。

## 变迁
廣州的花市一般会安排在商业旺地的马路，临时封闭作为花市。马路中间会搭起竹木的摊位，在两端的出入口建有高大的装饰牌楼。年宵的摊位大部分通过竞投获得，售卖的商品除了应节花卉（牡丹、菊花、桃花、芍药、佛手、银柳、年橘、富贵竹、各类盆景等）外，还有各类工艺品及玩具，現時擺花街對商品的種類有一定限制。設於西湖路的越秀西湖花市是广州最著名的一個花市市場，因90年代前西湖路也是一條燈光夜市，西湖路直通北京路，因此人財興旺，曾經是廣州城區惟一的花市，廣州舊城區市民视越秀花市为“中心花市”。

## 迎春花市安排地点

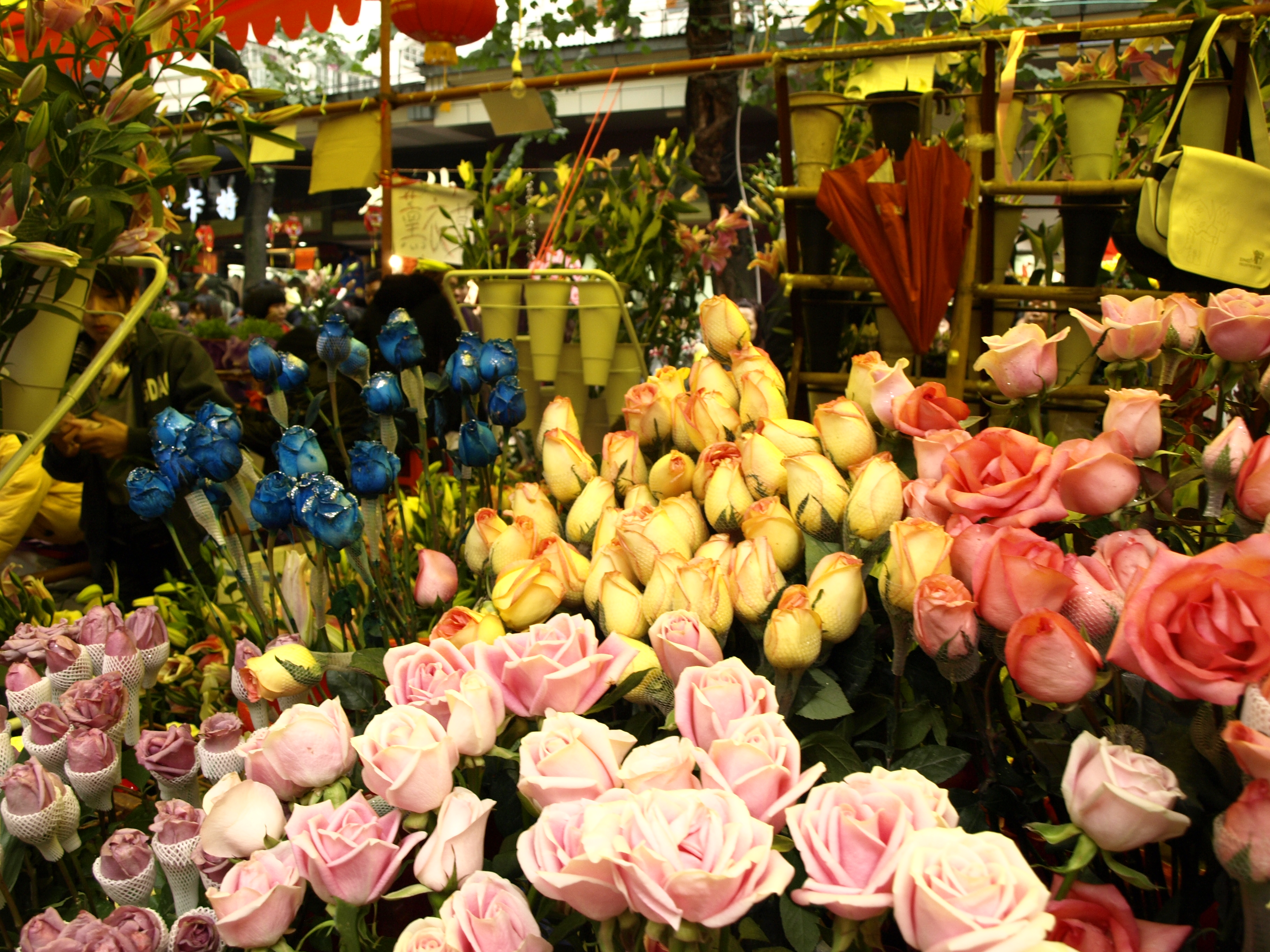
2010廣州越秀花市某花檔

广州迎春花市在1964年开始搞分区设置，各区都有举办，分别是：
  已取消
| 区域                 | 位置                                          | 注                                                                                               |
| 中心五区（广州市区） | 中心五区（广州市区）                          | 中心五区（广州市区）                                                                             |
| -------------------- | --------------------------------------------- | ------------------------------------------------------------------------------------------------ |
| 越秀区               | 教育路、西湖路                                | 广州中心花市現時所在地。                                                                         |
| 海珠区               | 滨江西路                                      |                                                                                                  |
| 荔湾区               | 荔湾路（中山八、七路交界以北）                |                                                                                                  |
| 荔湾区               | 广州文化公园西南角                            | 2023年首次开办                                                                                   |
| 荔湾区               | 荔湾湖公园南边条涌附近（荔枝湾） （水上花市） | 2013年首次开办                                                                                   |
| 天河区               | 天河体育中心场外范围                          | 2025年改在奥体南路12号优托邦购物中心南侧举办。                                                   |
| 白云区               | 白云万达广场周边范围                          | 白云新城在建之前，花市一般在新市棠景街的远景路一带举办，从2012年开始到白云万达广场周边范围举办。 |
| 原芳村区             | 芳村花卉市场、喜鹊路                          | 以前花市在陆居路举办，2005年，由于荔湾区同芳村区合并，花市一分为二搬到花卉市场一带。             |
| 原东山区             | 东湖路                                        | 虽然2005年与越秀区合并，但东湖花市仍一直举办，直至2014年被取消。                                 |
| 新六区               |                                               |                                                                                                  |
| 黄埔区               | 黄埔体育中心场外范围                          | 开办至2019年，后因疫情原因取消。                                                                 |
| 黄埔区               | 黄埔公园                                      | 2023年首次开办                                                                                   |
| 花都区               | 南方花卉交易中心内                            |                                                                                                  |
| 番禺区               | 番禺广场附近的广场东路、广场西路、东兴路      |                                                                                                  |
| 南沙区               | 南沙街市南大道（环市大道至金沙路段）          | 2013年开办                                                                                       |
| 从化区               | 风云岭坪地公园                                |                                                                                                  |
| 增城区               | 增城广场南门两侧及中轴线                      |                                                                                                  |
| 原萝岗区             | 映日路                                        | 2005年开办，2015年取消。                                                                         |